# 天堂的孩子 (1945年电影)
《天堂的孩子》（法語：Les Enfants du Paradis）是一部1945年出品的法国黑白电影，片长183分钟，导演马塞尔·卡尔内，编剧雅克·普莱卫，由阿尔莱蒂、让-路易·巴罗、玛丽亚·卡萨雷斯、皮埃尔·布拉瑟尔主演，百代電影公司发行。

## 評價
《天堂的孩子》受到極為高度的讚揚，並被認為是電影史上非常重要的一部電影。

## 外部連結
- 爛番茄上《天堂的孩子》的資料（英文）
- 互联网电影数据库（IMDb）上《Enfants du paradis, Les》的资料（英文）
- 豆瓣电影上《天堂的孩子》的資料 （简体中文）
- AllMovie上《Children of Paradise》的资料（英文）
- Children of Paradise on Marcel Carné's website （法文）
- "Reflections on Les Enfants du Paradis (Children of Paradise)," by Stuart Fernie （英文）
- Enfants du Paradis Filmographie Pathé http://filmographie.fondation-jeromeseydoux-pathe.com/ （页面存档备份，存于）

1. ↑  French box office in 1945 at Box office story